# 리퍼반

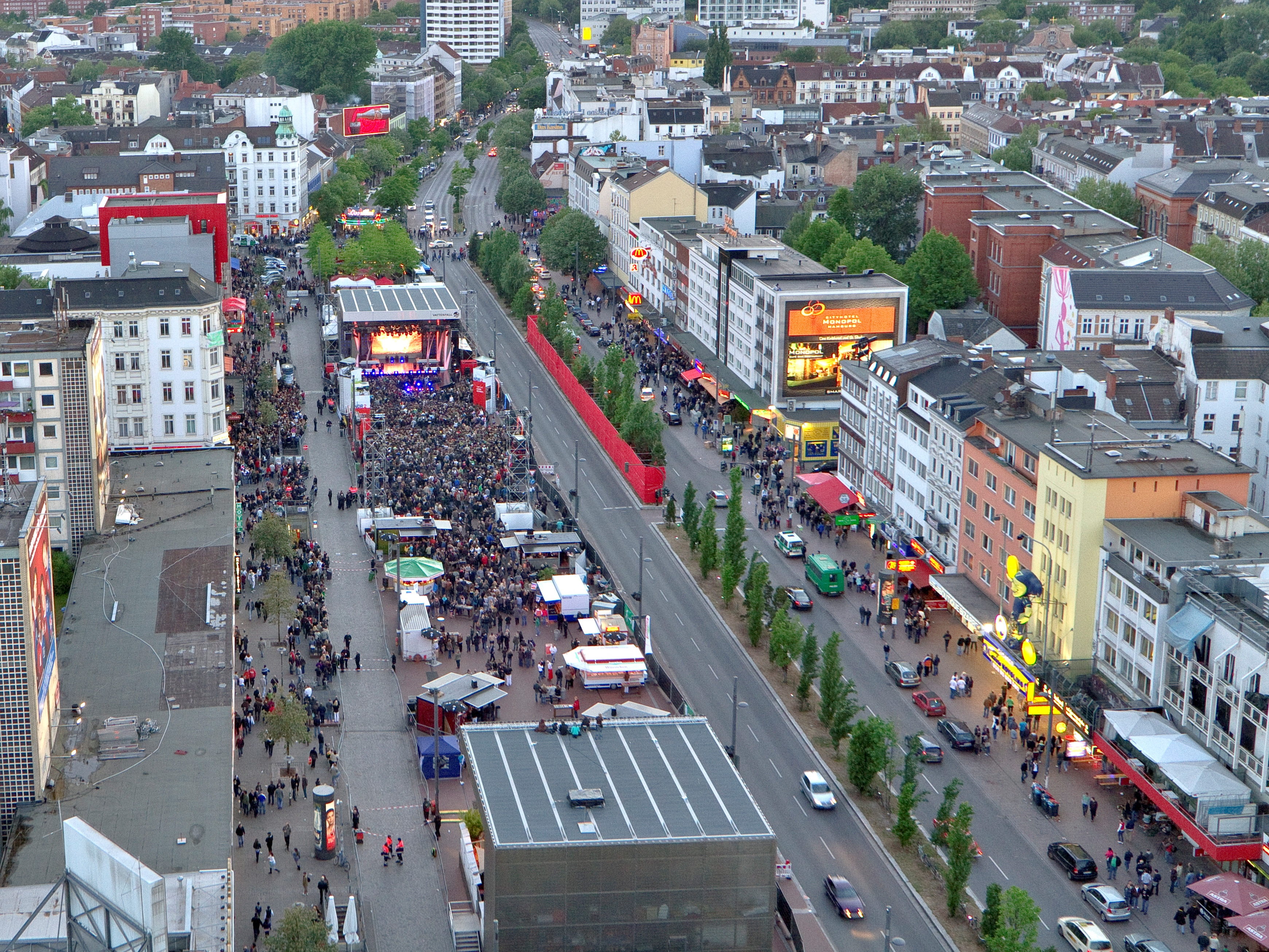
슈필부덴플라츠를 지나는 퍼반(오른쪽)

리퍼반(독일어: Reeperbahn)은 함부르크의 밤 문화의 두 중심지 중 하나이며(다른 하나는 스턴샹제), 또한 함부르크의 주요 홍등가이기도 하다. 독일어로, 그것은 또한 가장 죄 많은 마일 (mile)과 키에즈 (Kiez)라는 별명으로 불린다. 리퍼반 페스티벌은 가장 큰 클럽 축제 중 하나이다.